# Albraunia fugax
Albraunia fugax là một loài thực vật có hoa trong họ Mã đề. Loài này được Pierre Edmond Boissier và Friedrich Wilhelm Noë mô tả khoa học đầu tiên năm 1856 dưới danh pháp Antirrhinum fugax. Năm 1982 Franz Speta chuyển nó sang chi Albraunia.

## Phân bố
Loài này có tại miền bắc Iraq và trung tây Iran.